# شاعر البلاط

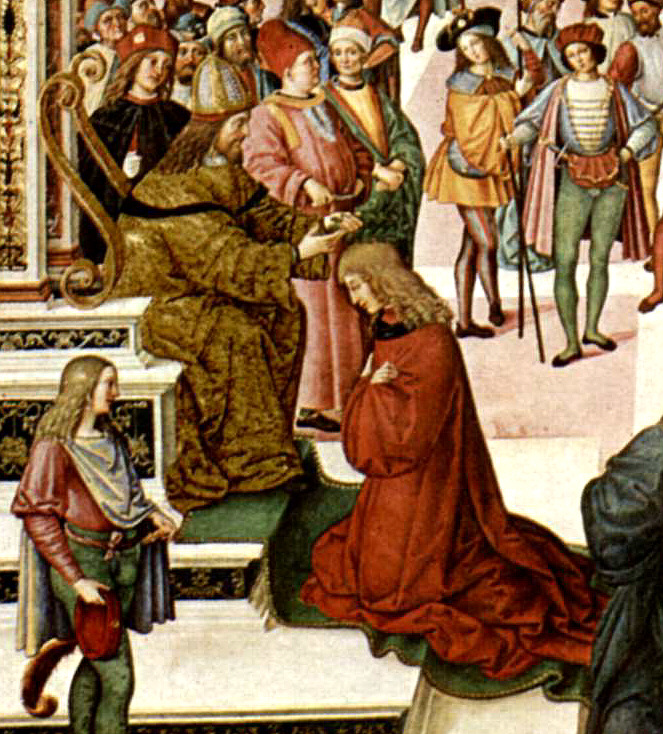

شاعر البلاط أو ملك الشعراء لقب يخلعه الملك على شاعر يختاره لكتابة القصائد في المناسبات، ترجع العادة إلى التاريخ القديم حيث كان الشعراء من رجال حاشية الملك. كان جون درايدن أول من منح اللقب في إنكلترا، ثم تلاه من كبار الشعراء سوثي، ووردزورث، وتنيسون، وبريدجز، وماسفيلد، وغيرهم.
وفي التراث العربي شعراء بلاط مثل: المتنبي عند سيف الدولة والأخطل عند بني أمية.

## اللقب في مختلف البلدان
لقب شاعر البلاط أو ملك الشعراء كان ولا يزال موجوداً في عدد من البلدان، مثل المملكة المتحدة (مع ألقاب منفصلة في أيرلندا وسكوتلندا وويلز) والهند والولايات المتحدة (وتمنح ولاية مينيسوتا وولاية فيرجينيا اللقب أيضاً) وكندا ونيوزيلندا وغيرها.